# Église de la Sainte-Trinité de Graz
L’église de la Sainte-Trinité est une église catholique de Graz, dans l'arrondissement de l'Innere Stadt. Elle se situe entre la Schlossbergplatz et la Sackstrasse.

## Histoire
L'église, à l'origine église des Ursulines, est construite de 1694 à 1704 par Bartholomäus Ebner pour l'ordre de Sainte-Ursule. La fondation du couvent est approuvée par l'empereur Léopold en 1686. L'ancien fossé de la ville se trouvait à l'emplacement où se trouve aujourd'hui l'église de la Trinité. Entre 1687 et 1694, cinq maisons du zweiten Sack sont achetées et démolies pour le complexe monastique. Après la construction d'une chapelle pour les morts (1694-1695), la première pierre est posée en 1696. Les plans de construction du couvent des Ursulines, qui dure de 1700 à 1722, sont d'Anton Leithner. La consécration du bâtiment a lieu en 1704 par le prince-évêque Franz Anton Adolph von Wagensperg.
Au moment des réformes du joséphisme, le couvent des Ursulines est épargné par la dissolution du fait des activités d'enseignement des sœurs. En 1900, le complexe devient la propriété de l'Institut franciscain de l'école des sœurs de Graz, aujourd'hui franciscaines de l'Immaculée Conception de Graz, les Ursulines déménageant dans leur nouveau couvent de la Leonhardstrasse. La maison du bénéfice ecclésiastique, achevée en 1699, est également démolie en 1900. L'église de la Sainte-Trinité est épargnée par les changements.
Aujourd'hui, l'église est subordonnée à la paroisse de l'Ascension de Graz, qui est entretenue par les franciscains, et appartient au doyenné de Graz-Mitte, au sein de l'église de la ville de Graz.

## Architecture
L'église est construite dans le style baroque italien et correspond au type d'une église à pilastre (comme l'église du Gesù à Rome). Cependant, il se caractérise par une transition de la tradition française à la construction domestique et est donc un représentant typique du  baroque des Habsbourg, une expression du baroque sud-allemand-autrichien. La façade avant est caractérisée par des colonnes monumentales, une corniche et un pignon semi-circulaire avec des volutes latérales. Au-dessus du portail se trouve une sculpture de l'archange Michel en armure qui introduit le Jour du jugement. Dans les niches latérales se trouvent les statues de Marie et Joseph. Le fronton est dominé par une représentation de la Trinité, avec Dieu le Père et Jésus-Christ au centre. Au-dessus, le Saint-Esprit est représenté sous la forme d'une colombe en stuc.
L'intérieur de l'église a un intérieur baroque uniforme. L'espace de l'église voûtée est accompagné de chapelles latérales avec des galeries. Le maître-autel a une autre représentation de la Trinité. Entre les colonnes, il y a des sculptures des quatre pères de l'église : Grégoire le Grand, Jérôme de Stridon, Ambroise de Milan et Augustin d'Hippone. La chaire baroque angulaire, inhabituelle, est donnée par la princesse von Eggenberg. Au milieu de l'autel du côté sud se trouve une image d'Ursule de Cologne.

## Source, notes et références
- (de) Cet article est partiellement ou en totalité issu de l’article de Wikipédia en allemand intitulé « Dreifaltigkeitskirche (Graz) » (voir la liste des auteurs).